# Wolfgang Schilling (Fußballspieler, 1955)
Wolfgang Schilling (* 9. Juni 1955 in Sittensen; † 30. April 2018) war ein deutscher Fußballspieler. Der Mittelfeldspieler und Stürmer war für Arminia Bielefeld und Tennis Borussia Berlin aktiv.
Schilling begann seine Karriere in der Jugend des Hamburger SV und startete seine Profikarriere im Jahre 1973 bei Arminia Bielefeld. Mit seiner Mannschaft qualifizierte er sich 1974 für die neu eingeführte 2. Bundesliga. 1978 wurde er mit Arminia Meister der 2. Bundesliga Nord und schaffte den Aufstieg in die Bundesliga. Schilling wechselte zu Tennis Borussia Berlin, wo er 1981 nach dem Abstieg seine Profikarriere beendete. Er bestritt insgesamt 235 Zweitligaspiele und erzielte 36 Tore. Zusätzlich lief er 35 Mal in der Regionalliga auf, blieb dort allerdings ohne Torerfolg.
Bei Tennis Borussia blieb Schilling bis 1984, wechselte dann zum Spandauer SV, wo er bis 1990 in der Oberliga spielte. Anschließend war er bei diesem Club zunächst Co-, und anschließend Cheftrainer. Später trainierte Schilling u. a. den Berliner AK, mit dem er 1999 in die Oberliga aufstieg.
Seit 2007 war Schilling nach einem Schlaganfall auf einen Rollstuhl angewiesen. Er starb im April 2018 an den Folgen eines Herzinfarkts. Seine letzten Lebensjahre verbrachte Wolfgang Schilling in seinem Geburtsort Sittensen.